# 赖恩哈茨多夫-舍纳
赖恩哈茨多夫-舍纳（德語：Reinhardtsdorf-Schöna）是德国萨克森州的一个市镇，隶属于萨克森施韦茨-东厄尔士山县。总面积为31.76平方千米，截至2020年总人口为1302人。